# Georges Duveau
Pour les articles homonymes, voir Duvau, Duveau et Georges Duvaut.
Georges Duveau, également écrit Duvau, né le 9 janvier 1903 à Meyssac et mort le 19 juin 1958 à Paris, est un universitaire, écrivain, historien et  sociologue français. Son œuvre la plus connue est Le Testament romantique, publié en 1927.

## Biographie
Après ses études au collège d'Eymoutiers, au lycée de Tours, à l'université de Poitiers et à la faculté des lettres à la Sorbonne, Georges Duveau se lance dans une carrière littéraire, parallèle à ses fonctions d'enseignant.  
En 1921, il fonde à Paris, une revue littéraire mensuelle et d'avant-garde, L'Œuf dur, où pigent les plus en vue de l'époque : Henri Béraud, Blaise Cendrars, Jean Cocteau, Drieu La Rochelle, Max Jacob, Pierre Mac Orlan, Maurice Martin du Gard, Paul Morand, André Salmon, André Spire, Francis de Miomandre, Tristan Derème, Louis Aragon, Marcel Arland, Francis Carco, Joseph Delteil, Georges Gabory, Gustave Kahn, Valery Larbaud, François Mauriac, Henry de Montherlant, Léon Pierre-Quint, Raymond Radiguet, Pierre Reverdy, Marcel Sauvage, Philippe Soupault, Pierre Naville ou Mathias Lübeck (de son vrai nom Robert Enoch), etc. Cette revue cesse d'être publiée en 1924.
En 1927, il publie chez Kra son livre le plus personnel et le plus connu, Le testament romantique, daté « Paris, Lauzès, 1923-1925 ». 
Licencié ès-lettres (philosophie) et licencié en droit, il enseigne, durant quatre années (1927-1931) au lycée Gambetta à Cahors   où il publie une revue éphémère : Le Mât de Cocagne, et s'affaire à une édition critique de Proudhon. En 1931, il entre au CNRS pour préparer ses thèses universitaires : La Vie ouvrière sous le Second Empire en France et La Pensée ouvrière sur l'éducation pendant la Seconde République et le Second Empire qu'il soutiendra en 1944. Secrétaire général de L'Année sociologique au CNRS, il devient chargé d'enseignement de morale et sociologie à la faculté des lettres de Strasbourg en 1948, puis maître de conférences en 1950, professeur en 1953. Il enseigne aussi à l'institut d'études politiques de Strasbourg et au Centre universitaire des hautes études européennes. 
En 1936, il cite dans son parcours : « le maître de latin du lycée de Cahors,  le journaliste de Paris-Soir, l'agitateur de la 3e force, le sociologue désabusé, le commentateur savant de Proudhon, le spécialiste des questions d'Europe centrale ». 
En 1932-1933, Georges Duveau œuvre avec Emmanuel Mounier, Georges Izard et André Déléage, à l'élaboration d'une pensée politique qui donnera naissance au groupe « Esprit » qui s'exprime dans la revue Esprit. Ensemble, en 1938, Georges Izard, André Deléage, Georges Duveau, Jules Roman et Louis-Émile Galey  publient La Bataille de la France.
Georges Duveau repose au cimetière de Lauzès (Lot).

## Publications
- Le Testament romantique, Paris, 1927
- Le Siège de Paris, Hachette, 1939

- Prix Montyon 1940 de l’Académie française
- La vie ouvrière en France: sous le Second Empire, Gallimard, 1946
- La Pensée ouvrière sur l'éducation pendant la Seconde République et le Second Empire, Domat Montchrestien, 1948
- Raspail, Presses universitaires de France, 1948
- Histoire du peuple français: Tome 4: de 1848 à nos jours, Nouvelle Librairie de France, 1953
- Les Instituteurs, Éditions du Seuil, coll. « Collections Microcosme », 1957
- 1848, Gallimard, 1965 (publié à titre posthume)

## Sources
- Gabriel Le Bras in Archives de la sociologie des religions, 1958